# Bis(trifluormethansulfonyl)amid
Bis(trifluormethansulfonyl)amid, auch Bistriflimid genannt, ist ein weißer, kristalliner Feststoff und eine kommerziell verfügbare Supersäure.

## Geschichte
Die Erstsynthese erfolgte 1984 durch Foropoulos und DesMarteau.

## Gewinnung und Darstellung
Die Synthesemethode von Foropoulos und DesMarteau nutzt Trifluormethansulfonylfluorid als Schlüsselintermediat. Dieses wird in Trifluormethansulfonylamid überführt, welches silyliert wird und erneut mit Trifluormethansulfonylfluorid umgesetzt wird. Eine weitere, 2004 entwickelte Synthese geht ebenfalls von Trifluormethansulfonylfluorid aus. Dieses kann mit Lithiumnitrid zu Lithiumbis(trifluormethylsulfonyl)amid oder mit Triethylamin zu Triethylammoniumbis(trifluormethylsulfonyl)amid umgesetzt werden. Saure Aufarbeitung mit Schwefelsäure liefert Bis(trifluormethansulfonyl)amid.

## Eigenschaften
Auf Grund struktureller Gemeinsamkeiten wird Bis(trifluormethansulfonyl)amid häufig mit Trifluormethansulfonsäure verglichen. In aprotischen Lösungsmitteln und in ionischen Flüssigkeiten ist das Bistriflimid acider, in protischen Solvents, wie Wasser oder Essigsäure ist die Trifluormethansulfonsäure acider. In der Gasphase steigt die Acidität von Trifluormethansulfonsäure zu Bis(trifluormethansulfonyl)amid zu Tris(trifluormethansulfonyl)methan.

## Verwendung
Bistriflimid kann Katalysator, Vorkatalysator, Promotor oder Additiv in einer Vielzahl von Reaktionen verwendet werden. Als Katalysator kann es in verschiedenen Cycloadditionen, wie [2+2]-Cycloadditionen, 1,3-dipolaren Cycloadditionen oder in Diels-Alder-Reaktionen eingesetzt werden. Außerdem sind Aldol-Reaktionen, Allylierungen, Friedel-Crafts-Reaktionen, Michael-Additionen, Nazarov-Cyclisierungen, Mannich-Reaktionen oder sigmatrope Umlagerungen mit Bistriflimid als Katalysator möglich.

## Vorkommen
Das Bistriflimidanion wurde in Haarproben aus Deutschland gefunden.